# Рашино село
Рашино село (енгл. Rashaville) је етно-село у Србији, налази се у селу Рудовци, на територији градске општине Лазаревац.
У срцу колубарске Шумадије, у долини речице Пештан, налази се Рашино село, јединствени пројекат који представља спој традиционалних и савремених вредности српске историје и културе.
Удаљено је на само 55 km од Београда, 18 km од устаничког Орашца, Буковичке бање, Аранђеловца, хотела Извор, пећине Рисовача, спомен костурнице Колубарске битке у Лазаревцу, 30 km од Карађорђеве Тополе и Краљевог Опленца и 5 km од Колубарског рудника угља.
Основано је и изграђено од стране српског домаћина Др Радоја Раше Станојловића - човека неисцрпне енергије, цењеног бизнисмена из Америке огромног искуства који је пропутовао читав свет и ни једног тренутка није заборавио свој народ и своје мирисне ливаде и брда.

Раша објашњава своју замисао: 
| „ | Измислио сам село, оазу мира, у којој се може живети, уживати и остати заувек без жеље да се напусти а све подсећа на дедовину где се одмара срце и душа. | ” |

У Рашином селу се издвајају необичне српске грађевине, изграђене од дрвета и камена кроз које протиче река Пештан. Спој дрвета и камена са монументалношћу објеката враћа нас у српску средњовековну културу;
- Хотел РАС са апартманима - где се истиче апартман Домаћинов сан
- Српски вајати: Бабин вајат, Минг-Минг вајат, вајати Близанци, Чардак (већина вајата се користе и као удобан и комфоран смештај)
- Дедин вајат- кафе посластичарница
- Качара - национални ресторан
- Торањ Хималаји (највиша дрвена грађевина у Шумадији) (у свом саставу има звонару и кафе заљубљених на трећем спрату)
- Хотел за коње Ласта (први објекат такве врсте на Балкану, можда и у Европи);[4][5]
- Зид радости (висок 5 а дугачак 100 m)
- Отворена позорница за одржавање културних манифестација
- Амфитеатар Акропољис где посебну драж овој целини даје природни поток који протиче поред
- Млекар
- Воденица поточара за млевење брашна
- Библиотека са музејским експонатима
- Дућан са народним радиностима и сувенирима
- Чајџиница за егзотичним чајевима
- Сала за рекреацију, масажу и медитацију
- Два камена бунара
- Зелене баште за органску производњу поврћа и воћа

У свакој целини се налазе и кавези са животињама као и простор где животиње слободно шетају. Љубимци Рашиног села су: коњи, балкански магарци, мангулице, моравке, козе, овце, патке, гуске, зечеви и многе друге ретке врсте домаћих животиња као Кавкаски овчар, најјачи пас Кангал који се не плаши тигрова, пулин Чупко, Гавран Милош и много птица у вртовима. Рашино село је више од етно-села и музеја, може се употребити реч: ШКОЛА СЕЛА

## Занимљивости
- У Рашином селу постоји 18 малих и великих капија које су урађене од храстовине оковане у средњовековном стилу са звекирима на њима. Раша им је дао имена како се посетиоци не бих изгубио у Рашином селу
- изграђен је Хотел за коње о коме је писала Мађарска, Иалијанска и Француска штампа као све новине у Србији а пренеле су ту вест и све ТВ у Србији са документарним прилозима.
- Интервју у Политици 19.06.2011: Жика Николић, новинар Водитељ Жикине шаренице  прича о хотелу за коње... А шта Србија има што свет нема? Има у Рудовцима код Лазаревца хотел за коње. Отворио га је у свом завичају Раша, наш човек који живи на Флориди. Направио је ту „Рашино село” и у њему хотел за коње. Засад су ту само његови коњи. Кад пасу, на 300 m од хотела, а Раша позове једног, само се тај окрене и дође код њега. Остали чекају Рашин позив.[7]
- Раша је формирао мали музеј камена, карактеристичних стена из оближњих мајдана, а међу њима се издваја Камен љубави који је тежак 15 тона.
- Почетком Августа сваке године се у Рашином селу одржава Уметничка колонија коју пропрати увек и специфична етно музичка група. Такође се почетком септембра сваке године одржава Вашар старих заната.
- Крајпуташ. У оквиру Рашине идеје Раша је креирао камен крајпуташ у коме је сместио текст поруке новим нараштајима из хронике драча да не забораве да их је подигао и отхранио зној њихових предака сељака, њихов завичај.

## Галерија слика
- Британски продуцент и мултимилионер Сајмон Фосет и војни консултант краљице Елизабете II Дејвид Сајмон Ванделор
- Детаљ
- Амфитеатар Акропољис
- Српска ношња из XVIII века
- Камен љубави
- Детаљ из Рашиног села
- Отворена позорница
- Узајамна љубав
- Падок зими у Рашином селу
- Бабин вајат
- Зима у Рашином селу
- Домаћин са музним козама
- Бадње вече
- Дедин вајат